# Dominois
Dominois é uma comuna francesa na região administrativa de Altos da França, no departamento de Somme. Estende-se por uma área de 6,15 km². Em 2010 a comuna tinha 179 habitantes (densidade: 29,1 hab./km²).